# Port lotniczy Zhanjiang
Port lotniczy Zhanjiang (IATA: ZHA, ICAO: ZGZJ) – port lotniczy położony w Zhanjiang, w prowincji Guangdong, w Chińskiej Republice Ludowej.